# (464392) 2016 BX4
(464392) 2016 BX4 es un asteroide perteneciente al cinturón de asteroides, descubierto el 24 de diciembre de 2001 por el equipo Spacewatch desde el Observatorio Nacional de Kitt Peak (Arizona, Estados Unidos).